# Frank Drost
Frank Willem Drost (Amersfoort, Países Bajos, 22 de marzo de 1963) es un nadador neerlandés retirado especializado en pruebas de estilo libre y mariposa. Ganó dos medallas de bronce en los 200 metros mariposa y 4x200 metros libres durante el Campeonato Europeo de Natación de 1985.

## Palmarés internacional
| Campeonato Europeo de Natación | Campeonato Europeo de Natación | Campeonato Europeo de Natación | Campeonato Europeo de Natación |
| Año                            | Lugar                          | Medalla                        | Prueba                         |
| ------------------------------ | ------------------------------ | ------------------------------ | ------------------------------ |
| 1985                           | Sofia ( Bulgaria)              | Medalla de bronce              | 4x200 m libres                 |
| 1985                           | Sofia ( Bulgaria)              | Medalla de bronce              | 200 m mariposa                 |